# Serafino Mazzolini
Serafino Mazzolini (Arcevia, 23 maggio 1890 – San Felice del Benaco, 23 febbraio 1945) è stato un politico e diplomatico italiano.

## Biografia
Avvocato e giornalista, nel 1911 fonda la sezione nazionalista di Macerata e poco dopo diventa direttore del quotidiano L'Unione. Interventista, prende parte da volontario alla prima guerra mondiale e viene decorato con una croce al merito. Al termine del conflitto torna ad Ancona dove diventa vicedirettore de L'Ordine.
Nel 1919, requisito un motoscafo nel porto di Ancona ed attraversando il Mare Adriatico, prende parte con Gabriele D'Annunzio all'impresa fiumana, andando poi a lavorare presso l'Ufficio Stampa della Città di Fiume.
Divenuto consigliere comunale e provinciale di Ancona, nel 1922 partecipa alla marcia su Roma ed un anno dopo si iscrive al Partito Nazionale Fascista, di cui sarà membro del direttorio (1924-1926) e collaboratore dell'ufficio propaganda oltreché vicesegretario nel 1925. Deputato per la prima volta nel 1924, nello stesso anno e fino al 1926 è membro del Gran Consiglio del Fascismo.
Successivamente abbandona tutti gli incarichi politici per dedicarsi prima al giornalismo, fu direttore del quotidiano Il Corriere Adriatico, e poi alla carriera diplomatica: nel 1928 viene nominato Console Generale d'Italia a San Paolo del Brasile, nel 1933 Console a Montevideo. In America Latina in quegli anni è molto numerosa e attivata una grande comunità italiana di emigranti ed egli ne diventa subito il principale referente. Nel 1938 viene promosso Ambasciatore al Cairo presso la Corte di Re Farouk e vi rimane fino allo scoppio della guerra. Con lo scoppio delle ostilità rientra a Roma, in quanto l'Egitto, essendo un Protettorato Inglese, diventa territorio nemico. Su indicazione del Re Vittorio Emanuele III il 19 aprile 1941 viene nominato Alto Commissario civile (e reggente in pectore) del Regno del Montenegro, trasferendosi a Cettigne, carica che riveste fino al 23 luglio 1941.
Nel 1942 è in Libia in attesa della conquista da parte delle truppe dell'Asse dell'Egitto. Se gli eserciti italo-tedeschi avessero conquistato l'Egitto Serafino Mazzolini sarebbe diventato Governatore Civile ed il Feldmaresciallo Rommel Governatore Militare. Dall'aprile del 1943 è Direttore Generale del Personale e Affari Generali presso il Ministero degli Affari Esteri, incarico che gli viene confermato il 30 luglio dal nuovo Ministro degli Esteri Raffaele Guariglia, ma da cui verrà sollevato il 10 agosto, venendo posto in aspettativa. Subito dopo il 25 luglio 1943 si schiera, pur rimanendo un monarchico convinto, con Mussolini, non riuscendo a dare un senso alla ignominiosa fuga del Re, come egli stesso afferma nei suoi diari.

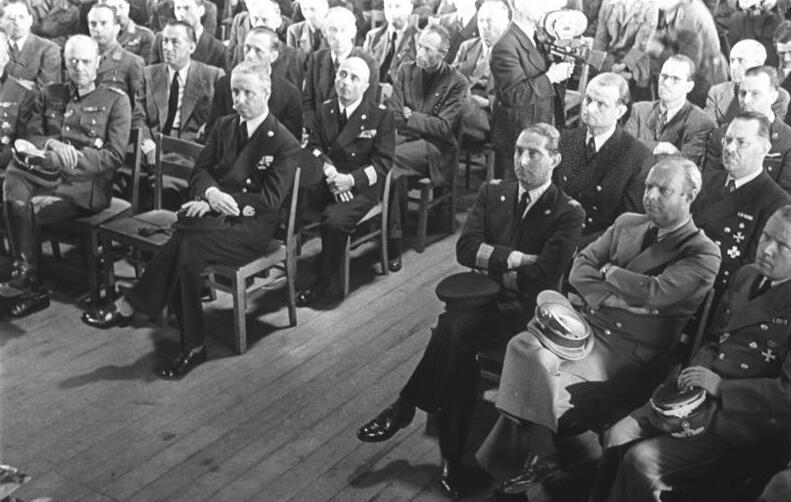
1944. Mazzolini con alla sua sin Filippo Anfuso Ambasciatore Italiano a Berlino. Alla sua dx il Feldmaresciallo Wilhelm Keitel.

La sua figura è rimasta legata a Gubbio in provincia di Perugia, dove Mazzolini risiedeva con la sua famiglia e dove ancora sono presenti dei suoi discendenti (È un suo pronipote, il dott. Giacomo Monacelli, che nel 1989 riporta alla luce i suoi diari manoscritti che vanno dal 1938 al 1945 fino a pochi giorni dalla sua morte, li trascrive e li raccoglie ordinandoli insieme a moltissime foto e filmati dell'epoca). Da questi diari nasce il libro " Mussolini e il Diplomatico" nel 2005.
Proprio nella città umbra viene raggiunto dalla notizia dell'armistizio con gli alleati, ed il successivo 23 settembre raggiunge la Rocca delle Caminate dove si trova il Duce appena liberato dai tedeschi e viene invitato a riassumere servizio da Augusto Rosso, già ambasciatore a Mosca, nella Repubblica Sociale Italiana, del cui Ministero degli Esteri sarà dapprima Segretario Generale, ed in seguito (dal 7 marzo 1944) Sottosegretario. Risiederà per il periodo della RSI a Villa Portesina a San Felice del Benaco. In questa veste riesce ad ottenere dagli alleati tedeschi il rimpatrio e l'internamento a Salsomaggiore dei funzionari diplomatici e consolari italiani in Francia che si erano rifiutati di aderire alla RSI, e che erano stati concentrati nella cittadina di Vittel in Lorena insieme ad altri prigionieri civili italiani.Tutti vennero in seguito rilasciati dietro suo ordine, nonostante la loro dichiarata opposizione al regime fascista.
È il tessitore in Italia delle intese con il Reich. Firma il 5 febbraio 1944 insieme al Ministro per l'Economia Pellegrini, un “accordo sull’oro”, salvandone 33 tonnellate, e il 15 maggio insieme a Tarchi la “convenzione di Fasano”, un atto sul recupero di ogni preda bellica valido secondo le norme dell’Aia anche se cambiano i Governi. È un documento internazionale (rintracciato a Salò, al Sottosegretariato Affari Esteri, con l’aiuto dell’imprigionato Angelo Tarchi) che evita ingerenze sovietiche nell’immediato ricupero (5 maggio 1945) dell’oro della Banca d’Italia e dei beni artistici trasferiti in Alto Adige.
Durante questo travagliato periodo ha numerosi alterchi con l'Ambasciatore tedesco Rahn per i continui tentativi di questi di intromettersi nelle decisioni del Governo Repubblicano. Ottiene inoltre dal Governo del Reich che tutti i 600.000 prigionieri italiani passino ad essere considerati "lavoratori" migliorando così le loro condizioni di vita.
In questo periodo Mazzolini, sofferente di diabete, conduce una vita frugale ed è costretto ad acquistare alla borsa nera le medicine che gli occorrono, e che alla fine non lo sottraggono alla morte, avvenuta per setticemia causata da una iniezione di insulina. Quando apprende la notizia della sua morte, Benito Mussolini commenta affermando che Mazzolini "era un collaboratore onesto, intelligente, buono e devoto, quale raramente ho avuto. Gli Esteri perdono un Capo insostituibile e l'Italia un patriota esemplare".